# Бакингем (залив)
Бакингем (англ. Buckingham Bay) — это крупный прямоугольный залив на северном побережье Арнем-Ленд в Северной территории Австралии. Он находится в 520 км к востоку от Дарвина. Площадь — 640 км².

## Описание
Протяжённость залива составляет около 40 км, ширина 16 км. Выравнивается с юго-запада, куда впадает река Букингем, на северо-восток, где впадает в Арафурское море. Он в основном граничит с приливно-отливными грязевыми равнинами, с участками мангровых зарослей в нижнем течении Букингема. По краям поймы разбросаны участки сухих прибрежных зарослей лозы. Бухта и прилегающие равнины находятся в ведении Земельного треста земли аборигенов Арнема как земли аборигенов, находящиеся в свободной собственности. Ближайшими общинами являются каливинку на острове Элко в 15 км к северо-западу и капувияк примерно в 25 км к югу.

### Птицы

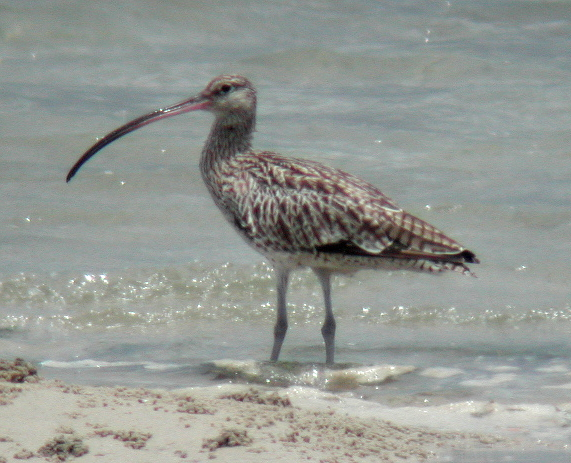
Букингемский залив является важным местом для Дальневосточного кроншепа

Приливно-отливные грязевые равнины залива и затопленные прибрежные равнины были классифицированы BirdLife International как ключевая орнитологическая территория (КОТ). Площадь, охватываемая КОТ, составляет 32 642 га. Залив имеет особое значение для мигрирующих куликов, или береговых птиц, которые размножаются в Северной Азии и на Аляске в северное лето и проводят неразмножающийся сезон в Австралии. Среди них: большой веретенник, дальневосточный кроншнеп и большой песочник.
В заливе было зарегистрировано до 8500 водоплавающих птиц, при этом численность сорочьей цапли имеет мировое значение. В 1999 году гнездовая колония водоплавающих птиц в мангровых зарослях у устья реки Букингем насчитывала 5500 птиц, преимущественно сорочьи цапли и средние белые цапли. Другие птицы, для которых угодье является значимым, — австралийские журавли и полулапчатые гуси.

### Другие животные
Возле залива также обитают азиатские буйволы и рейзорбеки.